# “摩天大楼”世界巡回演唱会
“摩天大楼”世界巡回演唱会是创作歌手薛之謙于中国内地、港澳台地区、歐洲、北美洲、大洋洲举办的世界巡回演唱会。国内场地从2017年的体育馆升级为体育场。总观演人数近400,000。
2018年7月14日在北京工人体育场举行的个人世界巡回演唱会。2018年11月，前往加拿大和美国开唱。2019年3-4月，前往英国、澳大利亚和新西兰开唱。2019年5月19日于亚洲国际博览馆举行最终场。

## 背景
2017年薛之谦曾对歌迷说，如果错过了“我好像在哪见过你”，他会在更大的舞台与大家相见。2018年他以“摩天大楼”世界巡回演唱会兑现了这个承诺。
薛之谦将巡演命名为“摩天大楼”是因为他想通过音乐和舞台表达心目中的摩天大楼：希望每个人在追寻梦想的攀登途中，能记得自己昔日的初心，不要被欲望吞噬。在发布会现场，薛之谦解释巡演海报上他弯腰去触摸一颗小树的概念：“想表达的是现实生活中你被摩天大楼所包裹，但要去寻找那棵代表着昔日梦想和希望的小草”。

## 演出设计
“摩天大楼”世界巡回演唱会是一场对欲望和社会的思考，探究什么才是“摩天大楼”的真正内核，总共有五个部分:
1. 以《摩天大楼》、《丑八怪》等歌曲展示欲望原罪
2. 以《狐狸》、《动物世界》等歌曲和夸张的舞蹈展示物质下的寂寥
3. 以《我好像在哪见过你》、《你还要我怎样》、《肆无忌惮》等歌曲反思后推倒欲望的摩天大楼
4. 以《认真的雪》等歌曲在熟悉旋律里重新找回真实的自我
5. 以《怪咖》、《违背的青春》等歌曲踏上新的人生旅程。

## 评论
薛之谦因其“声音洪亮，低音部分深沉，高音部分闪耀”、“在表演中不浮夸，而是用富有感情的歌声来戏剧化地表现表演”而受到称赞。薛之谦的歌曲创作实力是评论中的称赞点，“用敏感的观察力吸引人的歌曲”。
薛之谦“在演唱歌曲之间展现出超凡的魅力”，与观众分享了巡演中的趣事并进行了有趣的互动。评论家们赞赏舞台设计为“摩天大楼般的辉煌”，是“一场必定会给粉丝留下深刻印象的视觉盛宴。此次巡演被《海峡时报》评为2018年亚洲最佳演唱会之一。

## 商业表现
薛之谦本次巡演创下多项新纪录。内地男歌手演出票房数据排名第一并创下华人歌手在北美演出市场的票房佳绩，温哥华、多伦多、圣何塞、洛杉矶的门票全部售罄。2018年11月17日，“新加坡室内体育馆的 8000 个座位全部座无虚席”。2019年2月16日吉隆坡场门票售罄后，于2月14日在槟城加场。
3月10日的伦敦演唱会在Billboard2019年3月的票房总榜上排名第45位，收入 852,202 美元，观演人数 3079，薛之谦是榜单上三位中国艺人之一，仅次于排名第15位的林俊杰和排名第40位的邓紫棋。4月7日悉尼演唱会在Billboard 2019年4月的票房总榜上排名第33位，收入 1,228,720美元，观演人数 6852，薛之谦是榜单上唯一一位亚洲艺人。

### 单巡记录
| 年份 | 日期       | 城市   | 场馆             | 记录                                       | 参考   |
| ---- | ---------- | ------ | ---------------- | ------------------------------------------ | ------ |
| 2018 | 1月11日    | 洛杉矶 | 杜比剧院         | 首位在杜比剧院四层观众席全开全满的华人歌手 | [ 2 ]  |
| 2019 | 4月1日     | 墨尔本 | 墨尔本会展中心   | 首位登顶澳新三地顶级大场馆演出的中国男歌手 | [ 2 ]  |
| 2019 | 4月4日     | 奥克兰 | Trusts体育馆     | 首位登顶澳新三地顶级大场馆演出的中国男歌手 | [ 2 ]  |
| 2019 | 4月7日     | 悉尼   | 库多斯银行体育馆 | 首位登顶澳新三地顶级大场馆演出的中国男歌手 | [ 2 ]  |
| 2019 | 4月13-14日 | 台北   | 台北小巨蛋       | 首位连开两场的内地歌手                     | [ 16 ] |

## 演唱曲目
- 《摩天大楼》
- 《丑八怪》
- 《初学者》
- 《像风一样》
- 《演员》
- 《狐狸》
- 《绅士》
- 《暧昧》
- 《动物世界》
- 《我好像在哪见过你》
- 《啞巴》
- 《你还要我怎样》
- 《背过手》
- 《渡》
- 《肆无忌惮》
- 《认真的雪》
- 《最好》
- 《一半》
- 《剛剛好》
- 《其实》
- 《方圆几里》
- 《小孩》
- 《有没有》
- 《骆驼》
- 《意外》
- 《怪咖》
- 《违背的青春》

## 巡演場次
| 2018年: “摩天大楼”世界巡回演唱会（共23场） | 2018年: “摩天大楼”世界巡回演唱会（共23场） | 2018年: “摩天大楼”世界巡回演唱会（共23场） | 2018年: “摩天大楼”世界巡回演唱会（共23场） | 2018年: “摩天大楼”世界巡回演唱会（共23场） | 2018年: “摩天大楼”世界巡回演唱会（共23场） |
| #                                          | 年份                                       | 日期                                       | 城市                                       | 场馆                                       |                                            |
| ------------------------------------------ | ------------------------------------------ | ------------------------------------------ | ------------------------------------------ | ------------------------------------------ | ------------------------------------------ |
| 1                                          | 2018年                                     | 07月14日                                   | 北京                                       | 北京工人体育场                             |                                            |
| 2                                          | 2018年                                     | 07月28日                                   | 深圳                                       | 深圳湾体育中心体育场                       |                                            |
| 3                                          | 2018年                                     | 08月11日                                   | 成都                                       | 双流体育中心                               |                                            |
| 4                                          | 2018年                                     | 08月26日                                   | 佛山                                       | 佛山世纪莲体育中心                         |                                            |
| 5                                          | 2018年                                     | 09月8日                                    | 杭州                                       | 黄龙体育中心体育场                         |                                            |
| 6                                          | 2018年                                     | 09月21日                                   | 长沙                                       | 贺龙体育文化中心                           |                                            |
| 7                                          | 2018年                                     | 09月30日                                   | 澳门                                       | 金光綜藝館                                 |                                            |
| 8                                          | 2018年                                     | 10月6日                                    | 上海                                       | 虹口足球场                                 |                                            |
| 9                                          | 2018年                                     | 10月7日                                    | 上海                                       | 虹口足球场                                 |                                            |
| 10                                         | 2018年                                     | 11月3日                                    | 温哥华                                     | 道格·米歇爾雷鳥體育館                      |                                            |
| 11                                         | 2018年                                     | 11月6日                                    | 多伦多                                     | Paramount Fine Foods Centre                |                                            |
| 12                                         | 2018年                                     | 11月9日                                    | 圣荷西                                     | 圣荷西表演艺术中心                         |                                            |
| 13                                         | 2018年                                     | 11月11日                                   | 洛杉矶                                     | 杜比剧院                                   |                                            |
| 14                                         | 2018年                                     | 11月17日                                   | 新加坡                                     | 新加坡室内体育馆                           |                                            |
| 15                                         | 2019年                                     | 02月14日                                   | 槟城                                       | 槟城国际会展中心                           |                                            |
| 16                                         | 2019年                                     | 02月16日                                   | 吉隆坡                                     | 亚通体育馆                                 |                                            |
| 17                                         | 2019年                                     | 03月10日                                   | 伦敦                                       | 溫布利體育館                               |                                            |
| 18                                         | 2019年                                     | 04月1日                                    | 墨尔本                                     | 墨尔本会展中心                             |                                            |
| 19                                         | 2019年                                     | 04月4日                                    | 奥克兰                                     | Trusts體育館                               |                                            |
| 20                                         | 2019年                                     | 04月7日                                    | 悉尼                                       | 庫多斯銀行體育館                           |                                            |
| 21                                         | 2019年                                     | 04月13日                                   | 臺北                                       | 臺北小巨蛋                                 |                                            |
| 22                                         | 2019年                                     | 04月14日                                   | 臺北                                       | 臺北小巨蛋                                 |                                            |
| 23                                         | 2019年                                     | 05月19日                                   | 香港                                       | 亚洲国际博览馆—Arena                       |                                            |

## 演唱会嘉宾
- 04月13日，台北: 田馥甄[16]
- 04月14日，台北: 吴宗宪[16]